# Nils Birgersson Grip
Nils Birgersson Grip, född 1535 på Läckö slott, död 1592 på Finsta (Finsta gård), var ett svenskt riksråd och friherre till Tärna (eller Tärnö, även Tärnö slott) nordväst om Nyköping i Södermanlands län. Nils Birgersson Grip tillhörde den yngre adelsätten Grip.

## Biografi
Nils Birgersson Grip var son till Birger Nilsson (Grip), till Vinäs slott och Tärna slott, friherre till Vinäs, och hans hustru Brita Joakimsdotter Brahe, dotter till Joakim Brahe och Margareta Eriksdotter (Vasa), syster till Gustav Vasa. 

Två av Birger Nilsson Grips söner blev herrar till hans slott, sonen Nils Birgersson Grip själv blev herre till Tärnö slott och hans bror Bo Birgersson (Grip) blev herre till Vinäs i Storsjön i Västervik i Småland. Vinäs säteri hade gått i arv inom släkten Grip och slottet var redan vid mitten av 1300-talet sätesgård för olika frälsemän av Vinäsätten. Bo Jonsson (Grip) (1335–1386), som var väpnare, riksråd och drots, skrev sig hit och slottet ärvdes efter hans död av sonen Knut Bosson (död 1406), som var riddare och jorddrott. Det var Bo Jonsson (Grip) som under 1380-talet förvärvade Vinäsättens Vinäs, vilket senare kom att bli friherreskap för hans ättlingar av den yngre grenen Grip till Vinäs. Den medeltida ätten Grip utslocknade i Sverige 1666, på svärdssidan 1592 (eller 1594) och på spinnsidan 1666 med Ebba Grip.

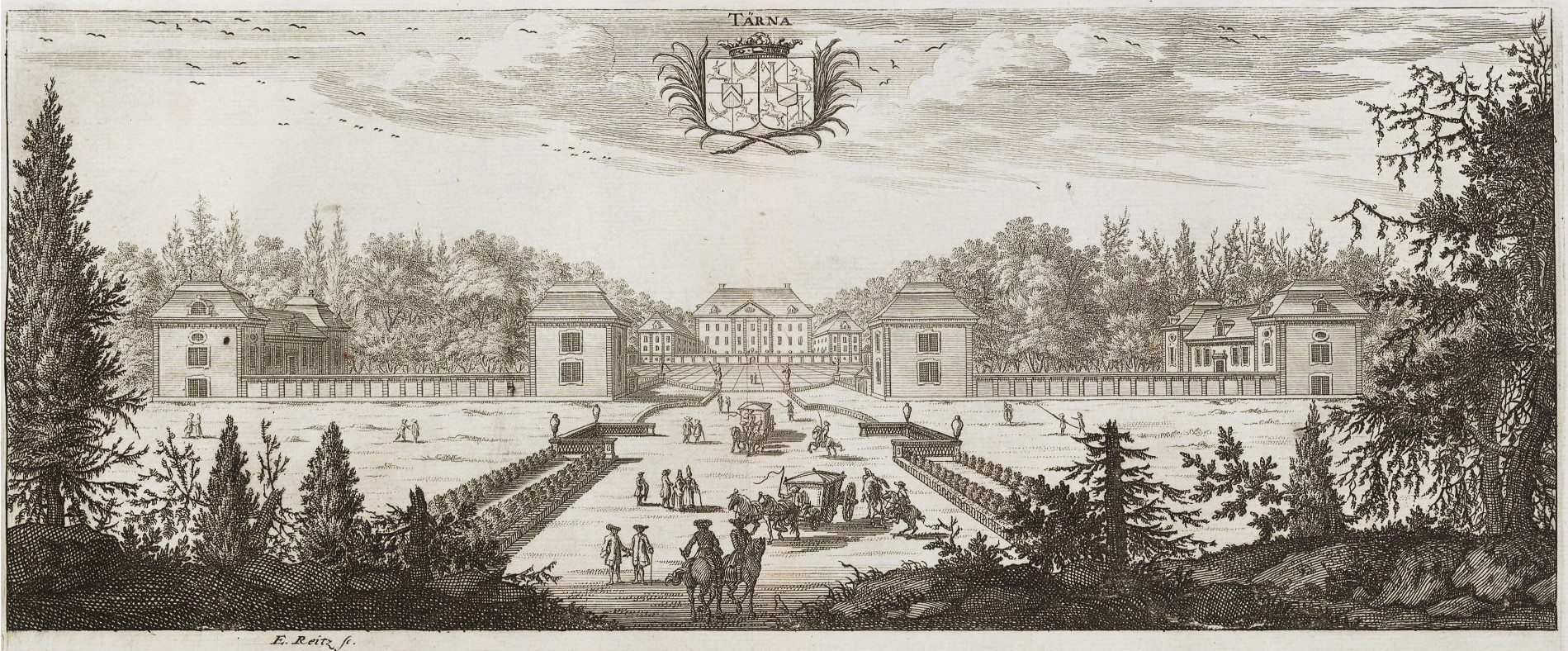
Tärnö slott i Sueciaverket 1696.

Nils Birgersson hade studerat i Rostock.
Nils Birgersson Grip blev redan 1562 medlem av riksrådet. Av Erik XIV användes han i flera beskickningar, såsom i september 1562 till Polen. Efter Jakob Bagges tillfångatagande erhöll han 1564 jämte Clas Eriksson Fleming och Peder Axelsson Banér befälet över flottan, men de fråntogs sitt befäl redan i augusti samma år. 1566 förordnades han till ståthållare på Varbergs slott, men tillträdde kanske aldrig denna tjänst. Han blev sedermera sinnessvag och förekommer inte som riksråd under Johan III:s regeringstid.
I koret i Skederids kyrka i Roslagen i Uppland hänger en fullständig anvapenserie med 8 anors anvapen och ett huvudbanér från processionen vid Nils Birgersson Grips till Finsta (Finstaätten) begravning 1592.

## Anvapenserie och begravningsvapen i Skederids kyrka

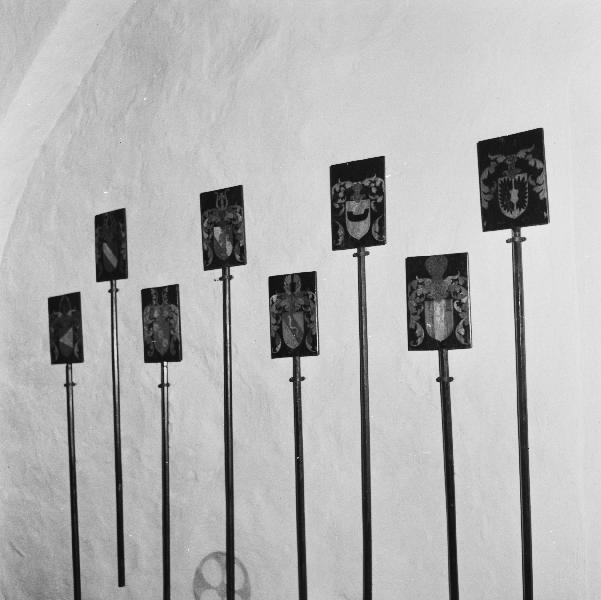
Nils Birgersson (Grip) (nr 1561) (till Tärnö, död 1592), anvapenserie med 8 anors anvapen i Skederids kyrka, Uppland.
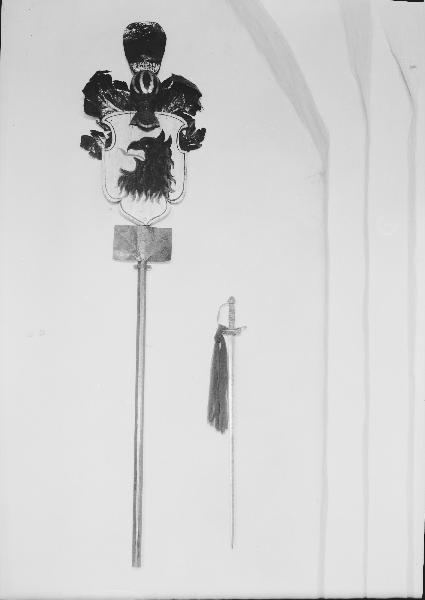
Nils Birgersson (Grip)s begravningsvapen från 1592 med huvudbanér samt kommendervärja i Skederids kyrka, Uppland.